# Llista de topònims de Granyena de les Garrigues
Llista de topònims (noms propis de lloc) del municipi de Granyena de les Garrigues, a les Garrigues
Informació actualitzada per un bot. Els canvis manuals es perdran quan s'actualitzi!

## cabana
| imatge | Nom                          | Ubicat a                  | instància de | Detalls                     | coordenades                                                          | Protecció                                  | Commons (més fotos) | Dades a WD                    |
| ------ | ---------------------------- | ------------------------- | ------------ | --------------------------- | -------------------------------------------------------------------- | ------------------------------------------ | ------------------- | ----------------------------- |
|        | Construccions de pedra seca  | Granyena de les Garrigues | cabana       | Estil: arquitectura popular | 41° 26′ 28″ N, 0° 39′ 51″ E / 41.44112°N,0.6641°E                    | bé integrant del patrimoni cultural català |                     | Modifica les dades a Wikidata |
|        | corral del Perrotxet         | Granyena de les Garrigues | cabana       |                             | 41° 25′ 47″ N, 0° 39′ 31″ E / 41.4295941793277°N,0.658481606678132°E |                                            |                     | Modifica les dades a Wikidata |
|        | era de Barrull               | Granyena de les Garrigues | cabana       |                             | 41° 25′ 55″ N, 0° 39′ 16″ E / 41.4318435327285°N,0.654391593853235°E |                                            |                     | Modifica les dades a Wikidata |
|        | era de l'Aleix               | Granyena de les Garrigues | cabana       |                             | 41° 26′ 08″ N, 0° 38′ 49″ E / 41.4354739812537°N,0.646936256449687°E |                                            |                     | Modifica les dades a Wikidata |
|        | era de l'Isidre              | Granyena de les Garrigues | cabana       |                             | 41° 26′ 35″ N, 0° 38′ 25″ E / 41.4431355493386°N,0.640195733322877°E |                                            |                     | Modifica les dades a Wikidata |
|        | era de la Xiqueta            | Granyena de les Garrigues | cabana       |                             | 41° 26′ 57″ N, 0° 39′ 30″ E / 41.4491249482149°N,0.65825794250873°E  |                                            |                     | Modifica les dades a Wikidata |
|        | era del Batlle               | Granyena de les Garrigues | cabana       |                             | 41° 26′ 01″ N, 0° 39′ 04″ E / 41.4337191728333°N,0.650973016294914°E |                                            |                     | Modifica les dades a Wikidata |
|        | era del Bep del Ferrer       | Granyena de les Garrigues | cabana       |                             | 41° 26′ 59″ N, 0° 38′ 37″ E / 41.4497199915891°N,0.643739805423974°E |                                            |                     | Modifica les dades a Wikidata |
|        | era del Comerciant           | Granyena de les Garrigues | cabana       |                             | 41° 25′ 48″ N, 0° 39′ 23″ E / 41.4299224958865°N,0.656471274915223°E |                                            |                     | Modifica les dades a Wikidata |
|        | era del Florença             | Granyena de les Garrigues | cabana       |                             | 41° 26′ 56″ N, 0° 38′ 37″ E / 41.4488190208319°N,0.643724539851083°E |                                            |                     | Modifica les dades a Wikidata |
|        | era del Parent               | Granyena de les Garrigues | cabana       |                             | 41° 26′ 27″ N, 0° 39′ 16″ E / 41.4409342826934°N,0.654542871231786°E |                                            |                     | Modifica les dades a Wikidata |
|        | era del Tor                  | Granyena de les Garrigues | cabana       |                             | 41° 26′ 27″ N, 0° 37′ 58″ E / 41.4407017209331°N,0.632647604479494°E |                                            |                     | Modifica les dades a Wikidata |
|        | l'Eral                       | Granyena de les Garrigues | cabana       |                             | 41° 26′ 00″ N, 0° 39′ 18″ E / 41.4334321921213°N,0.655004574710539°E |                                            |                     | Modifica les dades a Wikidata |
|        | pallissa del Bep de Miquelet | Granyena de les Garrigues | cabana       |                             | 41° 25′ 38″ N, 0° 40′ 18″ E / 41.4273310499863°N,0.671666573727238°E |                                            |                     | Modifica les dades a Wikidata |

## casa
| imatge | Nom               | Ubicat a                  | instància de | Detalls                                    | coordenades                                                                            | Protecció                                  | Commons (més fotos)                   | Dades a WD                    |
| ------ | ----------------- | ------------------------- | ------------ | ------------------------------------------ | -------------------------------------------------------------------------------------- | ------------------------------------------ | ------------------------------------- | ----------------------------- |
|        | Cal Bep del Felip | Granyena de les Garrigues | casa         | Estil: noucentisme                         | 41° 25′ 59″ N, 0° 39′ 03″ E / 41.43314°N,0.65071°E ca:Passeig de les Garrigues, 19     | bé integrant del patrimoni cultural català |                                       | Modifica les dades a Wikidata |
|        | Cal Brunet        | Granyena de les Garrigues | casa         | Estil: arquitectura popular                | 41° 25′ 57″ N, 0° 38′ 58″ E / 41.43255°N,0.64937°E ca:Carrer de l'Església, 9          | bé integrant del patrimoni cultural català |                                       | Modifica les dades a Wikidata |
|        | Cal Monfà         | Granyena de les Garrigues | casa         | Estil: arquitectura modernista noucentisme | 41° 26′ 00″ N, 0° 38′ 54″ E / 41.433333333333°N,0.64833333333333°E ca:Carrer Raval, 15 | bé integrant del patrimoni cultural català |                                       | Modifica les dades a Wikidata |
|        | Cal Roget         | Granyena de les Garrigues | casa         | Estil: arquitectura popular                | 41° 25′ 58″ N, 0° 38′ 59″ E / 41.43273°N,0.64976°E ca:Carrer Major, 5 365 msnm         | bé integrant del patrimoni cultural català | Cal Roget (Granyena de les Garrigues) | Modifica les dades a Wikidata |

## cova
| imatge | Nom             | Ubicat a                  | instància de | Detalls | coordenades                                                          | Protecció | Commons (més fotos) | Dades a WD                    |
| ------ | --------------- | ------------------------- | ------------ | ------- | -------------------------------------------------------------------- | --------- | ------------------- | ----------------------------- |
|        | cova del Batlle | Granyena de les Garrigues | cova         |         | 41° 25′ 23″ N, 0° 38′ 11″ E / 41.4229174685128°N,0.636333331942895°E |           |                     | Modifica les dades a Wikidata |
|        | cova del Forner | Granyena de les Garrigues | cova         |         | 41° 25′ 05″ N, 0° 38′ 46″ E / 41.4181890057174°N,0.645993165735808°E |           |                     | Modifica les dades a Wikidata |

## església
| imatge | Nom                               | Ubicat a                  | instància de    | Detalls                      | coordenades                                                                 | Protecció                                  | Commons (més fotos)                                            | Dades a WD                    |
| ------ | --------------------------------- | ------------------------- | --------------- | ---------------------------- | --------------------------------------------------------------------------- | ------------------------------------------ | -------------------------------------------------------------- | ----------------------------- |
|        | Mare de Déu del Roser de Granyena | Granyena de les Garrigues | església ermita |                              | 41° 26′ 03″ N, 0° 39′ 15″ E / 41.434230555556°N,0.65406944444444°E 365 msnm | bé integrant del patrimoni cultural català | Ermita de la Mare de Déu del Roser (Granyena de les Garrigues) | Modifica les dades a Wikidata |
|        | Sant Miquel Arcàngel de Granyena  | Granyena de les Garrigues | església        | Estil: arquitectura barroca  | 41° 25′ 59″ N, 0° 38′ 57″ E / 41.43296°N,0.6491°E 365 msnm                  | bé cultural d'interès local                | Església de Sant Miquel (Granyena de les Garrigues)            | Modifica les dades a Wikidata |
|        | Sant Miquel de Granyena           | Granyena de les Garrigues | església        | Estil: arquitectura romànica | 41° 25′ 56″ N, 0° 38′ 55″ E / 41.432239°N,0.6486295°E 362 msnm              | bé cultural d'interès local                | Església primitiva de Sant Miquel (Granyena de les Garrigues)  | Modifica les dades a Wikidata |

## granja
| imatge | Nom               | Ubicat a                  | instància de | Detalls | coordenades                                                          | Protecció | Commons (més fotos) | Dades a WD                    |
| ------ | ----------------- | ------------------------- | ------------ | ------- | -------------------------------------------------------------------- | --------- | ------------------- | ----------------------------- |
|        | Granja del Boli   | Granyena de les Garrigues | granja       |         | 41° 25′ 59″ N, 0° 39′ 07″ E / 41.4330277155304°N,0.651955381835129°E |           |                     | Modifica les dades a Wikidata |
|        | Granja del Pepito | Granyena de les Garrigues | granja       |         | 41° 25′ 17″ N, 0° 40′ 29″ E / 41.4212979654207°N,0.674849680611579°E |           |                     | Modifica les dades a Wikidata |
|        | Granja del Xenxi  | Granyena de les Garrigues | granja       |         | 41° 26′ 00″ N, 0° 38′ 49″ E / 41.4332205684328°N,0.646850131031733°E |           |                     | Modifica les dades a Wikidata |

## jaciment arqueològic
| imatge | Nom                             | Ubicat a                  | instància de         | Detalls | coordenades                                          | Protecció                                  | Commons (més fotos) | Dades a WD                    |
| ------ | ------------------------------- | ------------------------- | -------------------- | ------- | ---------------------------------------------------- | ------------------------------------------ | ------------------- | ----------------------------- |
|        | Cova del Batlle                 | Granyena de les Garrigues | jaciment arqueològic |         | 41° 25′ 22″ N, 0° 38′ 10″ E / 41.422907°N,0.636224°E | bé integrant del patrimoni cultural català |                     | Modifica les dades a Wikidata |
|        | Jaciment arqueològic La Valleta | Granyena de les Garrigues | jaciment arqueològic |         | 41° 25′ 48″ N, 0° 38′ 46″ E / 41.430039°N,0.646239°E | bé integrant del patrimoni cultural català |                     | Modifica les dades a Wikidata |
|        | Raconet del Sebastià            | Granyena de les Garrigues | jaciment arqueològic |         | 41° 25′ 45″ N, 0° 38′ 31″ E / 41.429046°N,0.641826°E | bé integrant del patrimoni cultural català |                     | Modifica les dades a Wikidata |
|        | jaciment de Les Moreres         | Granyena de les Garrigues | jaciment arqueològic |         | 41° 25′ 30″ N, 0° 40′ 17″ E / 41.42505°N,0.6715°E    | bé integrant del patrimoni cultural català |                     | Modifica les dades a Wikidata |
|        | l'Aigua Juncosa                 | Granyena de les Garrigues | jaciment arqueològic |         | 41° 25′ 41″ N, 0° 37′ 49″ E / 41.428158°N,0.630379°E | bé integrant del patrimoni cultural català |                     | Modifica les dades a Wikidata |

## masia
| imatge | Nom                   | Ubicat a                  | instància de | Detalls | coordenades                                                          | Protecció | Commons (més fotos) | Dades a WD                    |
| ------ | --------------------- | ------------------------- | ------------ | ------- | -------------------------------------------------------------------- | --------- | ------------------- | ----------------------------- |
|        | Mas de Barrull        | Granyena de les Garrigues | masia        |         | 41° 25′ 12″ N, 0° 40′ 10″ E / 41.420028512071°N,0.669534470932755°E  |           |                     | Modifica les dades a Wikidata |
|        | Mas de Gendre         | Granyena de les Garrigues | masia        |         | 41° 26′ 09″ N, 0° 37′ 46″ E / 41.43583704713°N,0.629533191453081°E   |           |                     | Modifica les dades a Wikidata |
|        | Mas de Quintana       | Granyena de les Garrigues | masia        |         | 41° 26′ 14″ N, 0° 37′ 40″ E / 41.437115644059°N,0.62777091074978°E   |           |                     | Modifica les dades a Wikidata |
|        | Mas de Vidal          | Granyena de les Garrigues | masia        |         | 41° 26′ 33″ N, 0° 39′ 03″ E / 41.4425977816582°N,0.650880101158503°E |           |                     | Modifica les dades a Wikidata |
|        | Mas de l'Andreu       | Granyena de les Garrigues | masia        |         | 41° 26′ 36″ N, 0° 37′ 48″ E / 41.443464785755°N,0.62993346939619°E   |           |                     | Modifica les dades a Wikidata |
|        | Mas de l'Aniceto      | Granyena de les Garrigues | masia        |         | 41° 25′ 58″ N, 0° 37′ 52″ E / 41.4328154313875°N,0.631067342361054°E |           |                     | Modifica les dades a Wikidata |
|        | Mas de l'Estopar      | Granyena de les Garrigues | masia        |         | 41° 25′ 00″ N, 0° 38′ 47″ E / 41.416784676164°N,0.64645827791017°E   |           |                     | Modifica les dades a Wikidata |
|        | Mas de la Xiqueta     | Granyena de les Garrigues | masia        |         | 41° 26′ 47″ N, 0° 39′ 26″ E / 41.4464375566868°N,0.657205479254728°E |           |                     | Modifica les dades a Wikidata |
|        | Mas de les Rotes      | Granyena de les Garrigues | masia        |         | 41° 25′ 57″ N, 0° 40′ 06″ E / 41.43244722°N,0.66838111°E             |           |                     | Modifica les dades a Wikidata |
|        | Mas del Batista Guiu  | Granyena de les Garrigues | masia        |         | 41° 26′ 36″ N, 0° 40′ 16″ E / 41.443224260917°N,0.671050358238435°E  |           |                     | Modifica les dades a Wikidata |
|        | Mas del Carnatxo      | Granyena de les Garrigues | masia        |         | 41° 25′ 18″ N, 0° 38′ 48″ E / 41.4215825916936°N,0.646779943302939°E |           |                     | Modifica les dades a Wikidata |
|        | Mas del Francisquet   | Granyena de les Garrigues | masia        |         | 41° 24′ 49″ N, 0° 39′ 37″ E / 41.4136604626895°N,0.66020277373375°E  |           |                     | Modifica les dades a Wikidata |
|        | Mas del Gabrielet     | Granyena de les Garrigues | masia        |         | 41° 25′ 57″ N, 0° 40′ 07″ E / 41.4325046238072°N,0.668741009504186°E |           |                     | Modifica les dades a Wikidata |
|        | Mas del Lluç          | Granyena de les Garrigues | masia        |         | 41° 25′ 29″ N, 0° 39′ 37″ E / 41.4247762625875°N,0.660282209309655°E |           |                     | Modifica les dades a Wikidata |
|        | Mas del Marieta Delfí | Granyena de les Garrigues | masia        |         | 41° 26′ 37″ N, 0° 38′ 28″ E / 41.443747704386°N,0.64105930525126°E   |           |                     | Modifica les dades a Wikidata |
|        | Mas del Monet         | Granyena de les Garrigues | masia        |         | 41° 25′ 45″ N, 0° 40′ 39″ E / 41.4291880242168°N,0.677535883561425°E |           |                     | Modifica les dades a Wikidata |
|        | Mas del Niceto        | Granyena de les Garrigues | masia        |         | 41° 26′ 26″ N, 0° 37′ 34″ E / 41.4405193667796°N,0.625987415408206°E |           |                     | Modifica les dades a Wikidata |
|        | Mas del Pardell       | Granyena de les Garrigues | masia        |         | 41° 25′ 18″ N, 0° 37′ 47″ E / 41.4217529125658°N,0.629638891063501°E |           |                     | Modifica les dades a Wikidata |
|        | Mas del Puiggròs      | Granyena de les Garrigues | masia        |         | 41° 26′ 06″ N, 0° 40′ 45″ E / 41.4350096510633°N,0.679039720349775°E |           |                     | Modifica les dades a Wikidata |
|        | Mas del Roget         | Granyena de les Garrigues | masia        |         | 41° 26′ 53″ N, 0° 37′ 19″ E / 41.4479538509607°N,0.621825851945295°E |           |                     | Modifica les dades a Wikidata |
|        | Mas del Sanxo         | Granyena de les Garrigues | masia        |         | 41° 25′ 16″ N, 0° 38′ 20″ E / 41.4210155834403°N,0.638891174044482°E |           |                     | Modifica les dades a Wikidata |
|        | Mas del Teixidor      | Granyena de les Garrigues | masia        |         | 41° 26′ 53″ N, 0° 40′ 05″ E / 41.447954356979°N,0.668020153742249°E  |           |                     | Modifica les dades a Wikidata |
|        | Torre de la Coma      | Granyena de les Garrigues | masia        |         | 41° 27′ 00″ N, 0° 39′ 03″ E / 41.4499551419588°N,0.650830043431357°E |           |                     | Modifica les dades a Wikidata |

## muntanya
| imatge | Nom                 | Ubicat a                           | instància de | Detalls | coordenades                                                         | Protecció | Commons (més fotos) | Dades a WD                    |
| ------ | ------------------- | ---------------------------------- | ------------ | ------- | ------------------------------------------------------------------- | --------- | ------------------- | ----------------------------- |
|        | Punta del Mariano   | Granyena de les Garrigues          | muntanya     |         | 41° 26′ 46″ N, 0° 37′ 41″ E / 41.44603056°N,0.62806944°E 320.8 msnm |           |                     | Modifica les dades a Wikidata |
|        | Punta del Simeó     | Granyena de les Garrigues el Cogul | muntanya     |         | 41° 26′ 57″ N, 0° 40′ 33″ E / 41.4492°N,0.675719°E 353.9 msnm       |           |                     | Modifica les dades a Wikidata |
|        | Roca Cavallera      | Granyena de les Garrigues          | muntanya     |         | 41° 27′ 05″ N, 0° 39′ 24″ E / 41.45140806°N,0.65654444°E 353.7 msnm |           |                     | Modifica les dades a Wikidata |
|        | Roca del Vell       | Granyena de les Garrigues Alcanó   | muntanya     |         | 41° 27′ 21″ N, 0° 39′ 00″ E / 41.45574444°N,0.65010361°E 321.9 msnm |           |                     | Modifica les dades a Wikidata |
|        | Tossal del Puiggròs | Granyena de les Garrigues          | muntanya     |         | 41° 26′ 02″ N, 0° 40′ 56″ E / 41.43397222°N,0.68213889°E 409.9 msnm |           |                     | Modifica les dades a Wikidata |

## serra
| imatge | Nom                | Ubicat a                         | instància de | Detalls | coordenades                                                         | Protecció | Commons (més fotos) | Dades a WD                    |
| ------ | ------------------ | -------------------------------- | ------------ | ------- | ------------------------------------------------------------------- | --------- | ------------------- | ----------------------------- |
|        | serra de Campestés | Alcanó Granyena de les Garrigues | serra        |         | 41° 26′ 53″ N, 0° 37′ 59″ E / 41.44803333°N,0.63317222°E 333.5 msnm |           |                     | Modifica les dades a Wikidata |
|        | serra del Matissar | Granyena de les Garrigues        | serra        |         | 41° 25′ 51″ N, 0° 39′ 42″ E / 41.4308°N,0.661528°E 387.8 msnm       |           |                     | Modifica les dades a Wikidata |

## Misc
| imatge | Nom                                            | Ubicat a                  | instància de                                   | Detalls                     | coordenades                                                                                | Protecció                                  | Commons (més fotos) | Dades a WD                    |
| ------ | ---------------------------------------------- | ------------------------- | ---------------------------------------------- | --------------------------- | ------------------------------------------------------------------------------------------ | ------------------------------------------ | ------------------- | ----------------------------- |
|        | Font pública                                   | Granyena de les Garrigues | font                                           | Estil: arquitectura popular | 41° 25′ 58″ N, 0° 38′ 52″ E / 41.43283°N,0.64773°E                                         | bé integrant del patrimoni cultural català |                     | Modifica les dades a Wikidata |
|        | Granyena de les Garrigues                      | Granyena de les Garrigues | entitat singular de població capital municipal | 164 hab                     | 41° 25′ 58″ N, 0° 38′ 56″ E / 41.43280137°N,0.64898228°E 366 msnm                          |                                            |                     | Modifica les dades a Wikidata |
|        | Molí de la Societat                            | Granyena de les Garrigues | molí Ús: trull                                 | Estil: arquitectura popular | 41° 25′ 45″ N, 0° 38′ 59″ E / 41.42922°N,0.64961°E ca:Camí de la Vall. Partida de l'Hortal | bé integrant del patrimoni cultural català |                     | Modifica les dades a Wikidata |
|        | casa consistorial de Granyena de les Garrigues | Granyena de les Garrigues | casa consistorial                              |                             | 41° 25′ 57″ N, 0° 39′ 00″ E / 41.4325439°N,0.6501271°E                                     |                                            |                     | Modifica les dades a Wikidata |
|        | cementiri de Granyena de les Garrigues         | Granyena de les Garrigues | cementiri                                      |                             | 41° 25′ 57″ N, 0° 38′ 26″ E / 41.432415934294°N,0.64054830257902°E                         |                                            |                     | Modifica les dades a Wikidata |